# 2424 Tautenburg
2424 Tautenburg (1973 UT5) là một tiểu hành tinh vành đai chính được phát hiện ngày 27 tháng 10 năm 1973 bởi K. Kirsch và Freimut Börngen ở Tautenburg.